# Louis-Charles Marty
Pour les articles homonymes, voir Marty.
Louis-Charles Marty, né le 30 décembre 1891 à Sète et mort le 19 mars 1970 à Montpellier, est un gymnaste artistique français.
Il participe aux épreuves de gymnastique aux Jeux olympiques d'été de 1912 à Stockholm, terminant 11e du concours général, et aux Jeux de 1920 à Anvers, se classant à la treizième place. 
Aux Championnats du monde de gymnastique artistique 1922, il est médaillé de bronze par équipe.